# Manuel Azpilicueta Ferrer
Manuel Azpilicueta Ferrer (San Sebastián, 2 de enero de 1940) es un economista y empresario español, antiguo presidente del Círculo de Empresarios.
Licenciado en Ciencias Económicas por la Universidad Complutense de Madrid, con premio extraordinario de fin de carrera, en 1964 ingresó en el Cuerpo de Técnicos Comerciales y Economistas del Estado, donde tuvo contacto con el sector de tecnócratas de finales del franquismo y fue nombrado jefe adjunto de Estudios de la Comisaría del Plan de Desarrollo y posteriormente secretario general técnico del Ministerio de Industria. Estuvo muchos años vinculado al Instituto Nacional de Industria, del que fue subsecretario de planificación, director financiero y vicepresidente entre 1976 y 1979. Ha sido presidente de Repsol Butano. En 1980 fue nombrado presidente de Bankunión.
Ha ocupado cargos importantes en empresas: delegado en España de la consultora Russell Reynolds, Presidente de Bodegas Marqués del Puerto y de Bodegas AGE, Presidente de Europistas, de AUSOL y de Autopista Madrid Levante, consejero de Banco Exterior de España, SEAT, Aluminio Español, Grupo Ferrovial, Grupo SOS e Indra. De 2000 a 2004 también fue presidente del Círculo de Empresarios. Desde 2007 es director de Solaria Energía y Medio Ambiente. En 1980 fue también tesorero de la Federación Española de Golf.

## Premios y reconocimientos
- 1972 - Gran Cruz de la Orden del Mérito Civil[6]